# Plectrurus
Plectrurus är ett släkte av ormar. Plectrurus ingår i familjen sköldsvansormar.
Arterna är med en längd upp till 75 cm små ormar. De förekommer i södra Indien och äter troligen daggmaskar. Honor lägger inga ägg utan föder levande ungar.

## Arter
Arter enligt Catalogue of Life:
- Plectrurus aureus
- Plectrurus canaricus
- Plectrurus guentheri
- Plectrurus perroteti

The Reptile Database listar Plectrurus canaricus i släktet Pseudoplectrurus.